# Kink (film)
Kink è un documentario del 2013 diretto da Christina A. Voros.
Pellicola statunitense prodotta da James Franco e presentata al Sundance Film Festival 2013 su tematiche BDSM e in particolare sul sito Kink.

## Produzione
Durante le riprese di About Cherry presso l'Armeria di San Francisco di Kink.com, Franco ha notato la dinamica tra gli attori e la squadra di produzione. Ha dichiarato che questo lo interessava, come per alcuni aspetti, che era una dinamica simile a quella della produzione di Saturday Night Live. È stato questo a spingere Franco a sviluppare un interesse per questo aspetto della cultura BDSM. Dopo aver incitato la direttrice Christina Voros a un'intervista all'Amory, ha accettato di fare il film.

## Accoglienza
Il film ha ricevuto recensioni positive da The Hollywood Reporter e Variety.